# خيسوس صبا
خيسوس صبا (بالإسبانية: Jesús Seba)‏ هو لاعب كرة قدم إسباني في مركز الهجوم، ولد في 11 أبريل 1974 في سرقسطة في إسبانيا. شارك مع منتخب إسبانيا تحت 21 سنة لكرة القدم ومنتخب أرغون لكرة القدم. أما مع النوادي، فقد لعب مع ريال سرقسطة ونادي أوريويلا ونادي بيلينينسش ونادي تشافيس ونادي فياريال وويغان أتلتيك.

## وصلات خارجية
- خيسوس صبا على موقع قاعدة بيانات كرة القدم.إي يو (الإنجليزية)
- خيسوس صبا على موقع Soccerbase.com (لاعب) (الإنجليزية)